# Greg Szlapczynski
Greg Szlapczynski, alias Greg Zlap, est un harmoniciste-chanteur franco-polonais, né à Varsovie le 6 janvier 1971.

## Biographie
Grzegorz Szlapczyński arrive en France à la fin des années 1980 avec dans ses valises un harmonica. Étudiant en informatique à Jussieu, il intègre ses premiers groupes de musique et découvre les clubs parisiens. Très rapidement, il collabore avec des musiciens tels que Jean-Jacques Milteau, Jean-Marie Ecay ou Olivier Ker Ourio. Greg accompagne également des artistes de blues[Lesquels ?] et de la chanson française en studio, Florent Pagny, Johnny Hallyday - également en tournée à partir de 2009 - sur scène (Bill Deraime, Paul Personne) et sur les plateaux de télévision (Francis Cabrel, Maxime Le Forestier, Charles Aznavour).
En 1998, Greg Szlapczynski crée un rendez-vous mensuel autour du blues à Paris  les soirées Gregtime à l’Utopia - qui se traduira ensuite par un album live Gregtime. En 2002, il sort son album électro La part du diable. En 2005, Greg, signe à Varsovie un album jazz’n blues aux ambiances soul. En 2017, il participe à la tournée des Vieilles Canailles avec Johnny Hallyday, Eddy Mitchell et Jacques Dutronc.

## Discographie

### Livres
- 2019 Sur la route avec Johnny - Témoignage, auteur : Greg Zlap, éditions Hors collection
- 2012 Harmonijka - Bande dessinée, auteurs : Greg Zlap, Philippe Charlot, Miras, éditions Glénat

### B.O. de Films
- 2017 De sas en sas  - Film, Musique Gaëtan Roussel réal : Rachida Brakni
- 2017 Un profil pour deux  - Film, Musique Vladimir Cosma réal : Stéphane Robelin
- 2011 Saïgon, l'été de nos 20 ans - Téléfilm, Musique Charles Court, réal : Philippe Venault
- 2010 Les Insomniaques - Film, Musique Vladimir Cosma, réal : Jean-Pierre Mocky
- 2009 Le Thaï Cellophané - Court metrage, Musique originale Daniel Mille & Greg Zlap, réal : Delphine Corrard
- 2008 Le Voyage de la veuve - Téléfilm, réal : Philippe Laïk
- 2007 Tel père telle fille - Film, réal : Olivier de Plas
- 2003 Un amour en kit - Téléfilm, réal : Philippe de Broca
- 2002 Entre chiens et loups - Film, réal : Alexandre Arcady
- 1998 L'été de Mathieu - Téléfilm, réal : Sylvie Durepaire

## Ouvrages pédagogiques
- Initiation à l'harmonica en 3D - Greg Zlap (Éditions Play Music)[1]
- Harmonica facile vol. 2 - Greg Zlap (Éditions Paul Beuscher)
- Harmonica facile Vol. 1 - Greg Zlap (Éditions Paul Beuscher)
- La Méthode complète, harmonica diatonique et chromatique - JJ Milteau, Greg Szlapczynski & Thierry Crommen (Éditions Paul Beuscher)

1. ↑  « Méthodes, cours, vidéos... pour apprendre la musique ! (Pour guitare, piano, basse, batterie, percussions, saxophone, harmonica...). », sur play-music.com (consulté le 10 mai 2021).